# Segona reestructuració del deute de la Barcelona Traction
El mes de juny de 1915 la primera reestructuració del deute de la Barcelona Traction havia augmentat de forma important el deute de l'empresa, si bé havia ajornat el pagament dels seus interessos fins al desembre de 1918. El juny de 1918 la Barcelona Traction anuncià que aquell desembre no podria honorar el pagament dels interessos de les obligacions. La Barcelona Traction afrontava aquesta crisi en millors condicions que el 1914 perquè la central hidroelèctrica de Talarn ja estava en producció, encara que amb obres pendents. Les obres de la central de Camarasa havien començat el juliol de 1917, però la continuació de la Primera Guerra mundial dificultava l'aprovisionament de materials. Els termes de l'acord amb els obligacionistes van ajornar el pagament dels interessos amb més deute, afavorint però el grup promotor. El fet d'haver de reestructurar el deute dues vegades en pocs anys va afectar la credibilitat de la companyia, tancant de fet l'accés de noves emissions d'obligacions als mercats financers internacionals.

## L'assemblea d'obligacionistes
El comitè d'obligacionistes nascut en la primera reestructuració del deute de la Barcelona Traction el 1915 i que negociava el conveni de viabilitat financera estava format pels promotors de l'empresa. Per exemple, hi figurava E. R. Peacock, president del consell d'administració de la Barcelona Traction, i també H. Malcolm Hubbard, representant de la societat d'inversió Sofina.
L'assemblea d'obligacionistes, reunida el 21 de setembre de 1918, acordaren amb la Barcelona Traction mesures de reestructuració del deute.

## Els termes de l'acord
Es prenien mesures tant a curt termini, com la disminució de la retribució dels títols, com a llarg termini, com és l'important ajornament de l'amortització. El tractament que van rebre els creditors fou el següents:
- Els tenedors d'obligacions First Mortgage veien que els interessos meritats els últims quatre anys podien desaparèixer, i que el interessos futurs es reduïen del 5% al 2%, podent cobrar la diferència si la situació de l'empresa ho permetia. Són els que patien la retallada major.
- Els bancs promotors, únics propietaris d'obligacions Prior Lien B al 7% d'interès, rebien un tracte millor. El tipus d'interès es reduïa del 7% al 6%, els venciments de la meitat obligacions quedaven sense afectació, i per l'altra meitat s'ajornava el pagament dels interessos si la situació de l'empresa ho feia possible.
- Els portadors de les obligacions Prior Lien A al 7% no es van veure afectats. Són els que van injectar els diners per acabar les obres de la central hidroelèctrica de Talarn, i si patien retallades seria molt difícil per l'empresa poder recórrer a nou finançament.

El detall dels terminis de la reestructuració és el següent:

### Obligacions First Mortgage
A partir del venciment de l'1 de juny de 1918 l'interès fixe de les obligacions First Mortgage es reduïa del 5% al 2%, podent augmentar 3,5 punts més si l'evolució dels resultats de l'empresa ho permetia. En cada venciment l'import a pagar podria ser diferent. El 1921 l'interès mínim s'havia d'elevar al 4%, mentre que l'interès variable es reduiria al 1,5%. El pagament del 2% es faria en efectiu, en els terminis previstos. La part variable dels interessos, si es meritava, també es pagaria en efectiu.
S'ajornava la data d'inici del fons d'amortització de les obligacions First Mortgage en vuit anys, que es sumaven als quatre i mig ajornats en la primera reestructuració del deute, resultant amb el 31 de maig de 1935 com a data d'inici. El venciment final fou prorrogat 13 anys, passant de 50 anys a 63 anys, fins al desembre de 1974.

### Obligacions 10 Year Note i Income Bond
Els bons a 10 anys i 5% d'interès posats en circulació el 1915 (els 10 Year Note) foren intercanviats per unes noves obligacions, les Income Bonds, amb valors nominals de 20 i 100 lliures i un interès del 5,5%, interès que només es pagaria si la situació de l'empresa ho permetia. D'aquesta forma s'evitava el pagament en efectiu de l'interès de les 10 Year Notes que havia de començar el 1920, quedant supeditat als beneficis de l'empresa. Les obligacions Income Bonds serien garantides per una fidúcia  sobre la Barcelona Traction i els seus béns, subordinada a les garanties donades en les altres emissions d'obligacions. La data d'emissió dels Income Bonds era l'1 de desembre de 1918.

### Obligacions Prior Lien
Les obligacions Prior Lien A no es van veure afectades, i el seus interessos s'anaven pagant puntualment abans i després de la reestructuració.
Les obligacions Prior Lien B, els portadors de les quals eren els promotors del negoci, patien una reestructuració menys dolorosa. N'hi havia en circulació per valor de dos milions de lliures i a seva retribució passava del 7% al 6% anual. La meitat de les obligacions (valorades en 1 milió de lliures), cobrarien el venciment semestral dels interessos en efectiu a partir del primer de desembre de 1918. L'altra meitat cobrarien en efectiu a partir del primer de desembre de 1921; els venciments entre desembre de 1919 i juny de 1921 s'abonarien en espècie, en obligacions Income Bonds amb un 5,5% d'interès.
També s'elevava el sostre d'emissió d'obligacions Prior lien B de dos a tres milions de lliures.

### Obligacions en pessetes
La filial Riegos y Fuerza del Ebro va emetre obligacions per valor de 50 milions de pessetes al 6% anual, dirigides al mercat espanyol. La garantia hipotecària sobre les construccions dutes a terme per Riegos y Fuerza del Ebro s'incrementà en 50 milions de pessetes respecte a la ja establerta el juliol de 1915, per garantir els nous títols en circulació.

### Accions preferents
Es va eliminar l'obligació de la Barcelona Traction de comprar les accions privilegiades quinze anys després de la seva emissió.

## Dues assemblees
El 14 de novembre de 1918 se celebraren dues assemblees d'obligacionistes, una per cada tipus d'obligació, per aprovar el conveni aocrdat el 21 de setembre. En una només assistiren els portadors de les obligacions Prior Lien B, que eren els bancs promotors de l'empresa. En l'altra fou oberta als portadors de la resta d'obligacions (First Mortgage i Prior Lien A), en la qual, si bé la majoria era dels promotors, hi havia una alta proporció de gran públic que havia comprat les obligacions amb uns descomptes menors que els promotors i sense accions adjuntes.

## Efectes de l'acord
Malgrat la reducció de la despesa financera, els resultats econòmics no foren satisfactoris, tal com mostra la següent taula d'evolució de resultat de la companyia. Si bé va crear una tendència de reducció de les pèrdues, la companyia no generava suficient caixa per poder pagar el deu deute, obrint les portes a una ulterior reestructuració financera.
|           | 1919     | 1920     | 1921     |
| --------- | -------- | -------- | -------- |
| Resultats | -618.031 | -231.887 | -156.872 |